# 6-е тысячелетие до н. э.
6-е (шесто́е) тысячеле́тие до на́шей э́ры по пролептическому юлианскому календарю — тысячелетие с 1 января 6000 года до н. э. по 31 декабря 5001 года до н. э. Ему предшествовало 7-е тысячелетие до н. э., за ним следовало 5-е тысячелетие до н. э. Оно закончилось 7025 лет назад.
Во время 6-го тысячелетия до н. э. сельское хозяйство распространилось с Балкан на территорию современной Италии и в Восточную Европу, а из Месопотамии — в Древний Египет. Население Земли — 5—20 млн человек

## Климатические изменения
Согласно теории черноморского потопа, около 5600 года до н. э. Чёрное море наполнилось солёной водой (прорыв проливов Босфор и/или Дарданеллы). После прорыва проливов в водоём влилось около 12 500 км³ солёной воды. Пресноводное внутреннее озеро после этого значительно увеличилось по площади и превратилось в море с солёной водой.
Около 5500—5000 годов до н. э. на месте Балтийского моря образовалось послеледниковое Литориновое море.

## События
- Ок. 5900 года до н. э. — на Балканах складывается доисторическая культура Винча.
- Ок. 5760 года до н. э. — извержение вулкана Дом во Франции.[источник не указан 2955 дней]
- Ок. 5600 года до н. э. — масштабный катастрофический подъём уровня Чёрного моря[2].
- Ок. 5600 года до н. э. — начало опустынивания Северной Африки, что в конечном итоге привело к образованию пустыни Сахара. Возможно, этот процесс заставил некоторые коренные народы мигрировать в район Нила на восток, тем самым положив начало египетской цивилизации.
- Ок. 5600 года до н. э. — т. н. «люди красной краски» (Red Paint People) обосновались в районе между нынешними Лабрадором и штатом Нью-Йорк.
- Ок. 5600 года до н. э. — культура Халаф и культура Хассуна-Самарра в Северной Месопотамии.
- Ок. 5500 года до н. э. — на территории Греции появляются первые поселения земледельцев.
- Ок. 5500 года до н. э. — культура Синьлэ в Китае.
- Ок. 5500 года до н. э. — в Северном Причерноморье появилась трипольская культура.
- Ок. 5480 года до н. э. (между 5481 и 5471) — аномально большая солнечная активность, вызвавшая подъём содержания атмосферного углерода-14 на 2 %[3].
- Ок. 5450 года до н. э. — извержение вулкана Гекла в Исландии.
- Ок. 5400 года до н. э. — основание города Эриду — по шумерской мифологии самого первого города на Земле.
- Ок. 5400 года до н. э. — ирригация в Месопотамии.
- Ок. 5300 года до н. э. — культура Бэйсинь в Китае.
- Ок. 5200 года до н. э. — первые поселения на Мальте.
- Ок. 5100 года до н. э. — череп с признаками трепанации, найден во Франции[4]
- Ок. 5000 года до н. э. — культура Хэмуду в Китае.
- Ок. 5000 года до н. э.  — измерение времени вавилонянами и египтянами

## Изобретения и открытия
- Появление земледелия в долине Нила.
- Выращивание риса в Азии.
- Кирпич изобретён в Месопотамии[источник не указан 3063 дня].
- Каменные и металлические артефакты, плетёные, гончарные и тканые изделия (Африка).
- Мёртвые хоронятся в зародышевом положении, в окружении погребальных принадлежностей и артефактов, лицом на запад (Африка).
- Украшенные глиняные кувшины и вазы с чёрным верхом; костяные гребешки, статуэтки и посуда обнаружены в большом количестве (Африка).
- Разнообразные украшения из различных материалов (Африка).
- Предметы производятся не только из-за функционального, но и из-за эстетического значения (Африка).
- Организованные постоянные поселения вокруг районов земледелия (Африка).

## Библейская хронология
- 25 мая 5493 года до н. э. — день сотворения Адама, от которого вела летосчисление александрийская хронология.
- 5509 / 5508 год до н. э. — год сотворения мира и Адама по византийскому календарю. Эта эра до 1700 года использовалась на Руси в качестве официального летосчисления.

Соответственно, согласно этой хронологии, никаких перечисленных выше и других, более ранних, установленных исторической наукой событий не происходило.